# Bach (Zweinitz)
Bach (Zweinitz) je naselje v Občini Weitensfeld im Gurktal v Okraju Šentvid ob Glini na Koroškem v Avstriji.